# Renault Type KJ

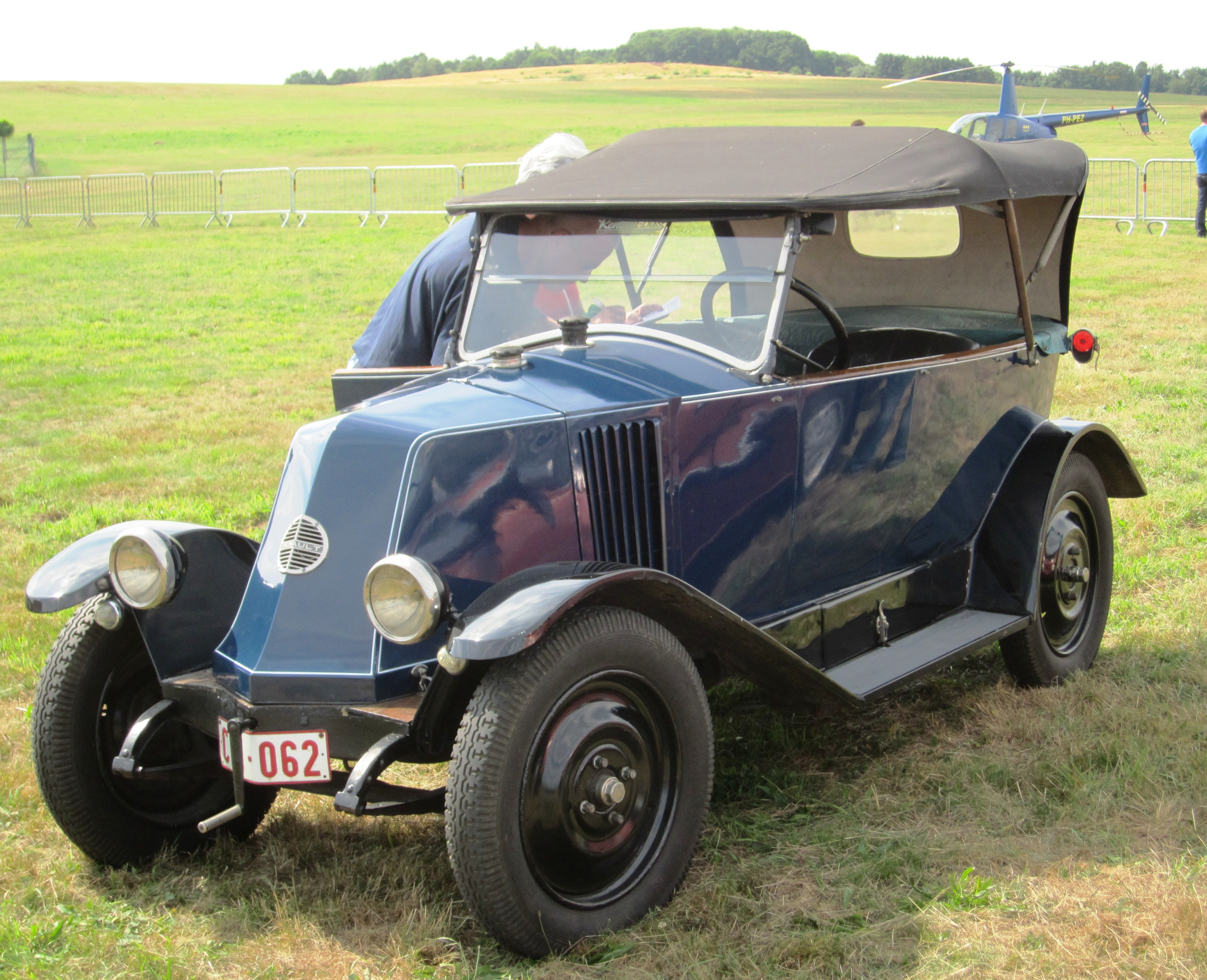
Renault Type KJ 1

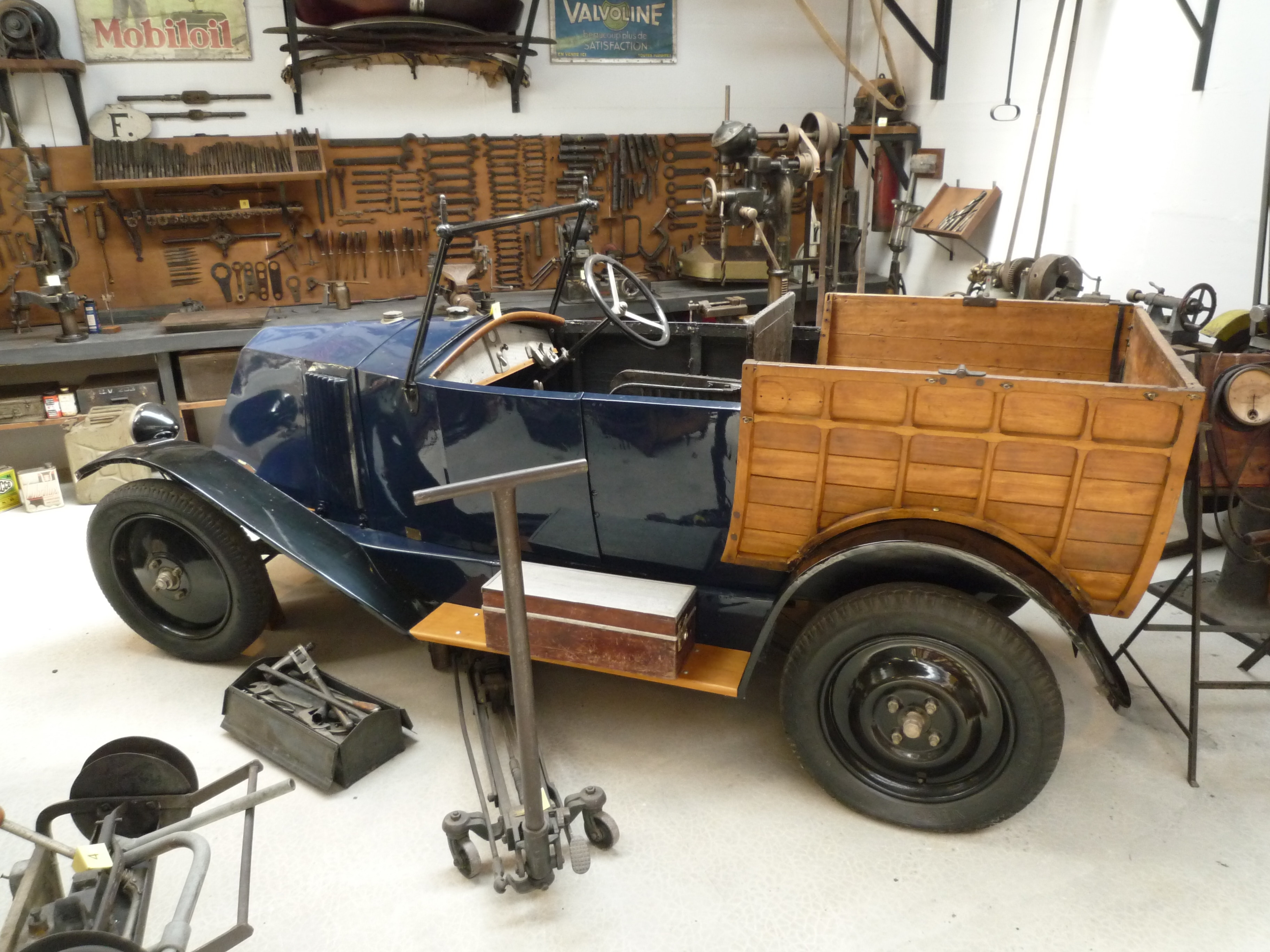
Renault Type KJ 1

Der Renault Type KJ war ein Personenkraftwagenmodell der Zwischenkriegszeit von Renault. Er wurde auch 6 CV genannt.

## Beschreibung
Die nationale Zulassungsbehörde erteilte am 7. Juli 1922 seine Zulassung. Vorgänger war der Renault Type FD. 1923 endete die Produktion. Im Zuge der Modellpflege erschien der Type KJ 1, der am 28. November 1922 seine Zulassung erhielt und bis 1924 im Sortiment stand. Sein Nachfolger wurde der Renault Type MT.
Der wassergekühlte Vierzylindermotor mit 58 mm Bohrung und 90 mm Hub hatte 951 cm³ Hubraum. Die Motorleistung wurde über eine Kardanwelle an die Hinterachse geleitet. Die Höchstgeschwindigkeit war je nach Übersetzung mit 45 km/h bis 60 km/h angegeben.
Bei einem Radstand von 245 cm und einer Spurweite von 115 cm war das Fahrzeug  313,5 cm lang und 131 cm breit. Eine andere Quelle nennt 335 cm Länge und 137 cm Breite. Eine Internetseite bestätigt 335 cm Länge und 137 cm Breite. Dort ist auch zusätzlich die Höhe mit 172 cm angegeben, allerdings nicht, auf welche Karosserieform sich die Höhe bezieht. Das Komplettfahrzeug wog 860 kg.

### Typ KJ
Diese Ausführung hatte, wie bis dahin von Renault gewohnt, eine schmale Motorhaube. Der hinter dem Motor platzierte Kühler war breiter und höher. Der Wendekreis war mit 10 Metern angegeben. Das Fahrgestell wog 440 kg. Überliefert sind Roadster und Limousine. Der Roadster kostete im Oktober 1922 11.800 Franc.

### Typ KJ 1
Diese Ausführung hatte eine Motorhaube, die gleich breit und gleich hoch war wie der Kühler. Der Wendekreis war nun mit 11 Metern angegeben. Das Fahrgestell wog 450 kg. Ab März 1924 waren Vorderradbremsen gegen einen Aufpreis von 1500 Franc erhältlich. Neben den Ausführungen der folgenden Tabelle gab es Pick-up und Kastenwagen.
Folgende Preise (in Franc) sind überliefert:
| Ausführung                        | Preis 1922 | Preis im Oktober 1923 |
| --------------------------------- | ---------- | --------------------- |
| Roadster mit Notsitz              | 11.800     | 13.100                |
| Torpedo-Spider mit 3 Sitzen       | 12.000     | 13.300                |
| Torpedo Luxus Spider              | -          | 13.800                |
| Tous Temps, zweisitziger Roadster | -          | 15.400                |
| Limousine mit 3 Sitzen            | 13.500     | 14.900                |

Sotheby’s bot am 18. Juli 1993 ein Fahrzeug von 1923 auf einer Auktion an, erwartete 22.000 bis 24.000 US-Dollar, verkaufte das Fahrzeug allerdings nicht. Am 21. Juni 2009 wurde ein dreisitziger Torpedo vom Typ KJ 1 versteigert.